# آیتزنباخ
آیتزنباخ (به آلمانی: Aitzenbach) یک رود در آلمان است که در هسن واقع شده‌است.